# Feliciano de Figueiredo
José Feliciano de Figueiredo, mais conhecido como Feliciano de Figueiredo, (Cuiabá, 29 de outubro de 1916 — Cuiabá, 1º de junho de 1988), foi um advogado, professor e político brasileiro, outrora deputado federal por Mato Grosso.

## Biografia
Filho de Agostinho Simplício de Figueiredo e Manuela Botelho de Figueiredo. Advogado formado em 1940 pela Universidade Federal Fluminense, retornou ao seu estado natal e foi professor da Escola Técnica de Comércio de Cuiabá. Assessor técnico e jurídico da Assembléia Legislativa de Mato Grosso e procurador fiscal do Tesouro, filiou-se à UDN e foi três vezes candidato a deputado estadual: alcançou a suplência em 1950, foi eleito em 1954 e retornou ao patamar de suplente em 1958, além de ter integrado a seccional da Ordem dos Advogados do Brasil.
Dedicado ao exercício de seu cargo no legislativo mato-grossense, filiou-se ao MDB quando o Regime Militar de 1964 outorgou o bipartidarismo mediante o Ato Institucional Número Dois sendo eleito deputado federal em 1966, entretanto foi cassado pelo Ato Institucional Número Cinco em 1969 e perdeu sem direitos políticos por dez anos. Mesmo após o fim de sua punição não retomou sua carreira política e aposentou-se no já citado cargo de assessor da Assembléia Legislativa de Mato Grosso.